# FC Baden
O FC Baden é um clube de futebol com sede em Baden, Suíça. A equipe compete na Swiss 1. Liga.

## História
O clube foi fundado em 1897. 